# هیلی وستنرا
هیلی وستنرا (به انگلیسی: Hayley Dee Westenra) (زاده ۱۰ آوریل ۱۹۸۷ میلادی در شهر کرایست‌چرچ، نیوزیلند) خوانندهٔ سوپرانوی نیوزیلندی ایرلندی تبار است. اولین آلبوم جهانی او، خالص، در سال ۲۰۰۳ به رتبهٔ یک در جدول موسیقی کلاسیک بریتانیا رسیده و دو میلیون نسخه از آن در جهان به فروش رفته‌است. او به خاطر کمک‌هایش به موسیقی، در زلاند نو و نیز دیگر مناطق، جوایزی را دریافت کرده‌است.

## آلبوم‌ها
- راه رفتن رو هوا (2000) Walking In The Air
- هیلی وستنرا (2001) Hayley Westenra
- هدیه من به تو (2001) My Gift To You
- خالص (2003) Pure
- زنده از نیوزیلند(2004)Live From New Zealand
- ادیسه(2005) Odyssey
- بلور (2006) Crystal
- گنجینه سلتیک (2007) Celtic Treasure
- گنجینه(2007) Treasure
- دعاکننده(2007) Prayer
- هیلی ترانه های ژاپنی میخواند(2008) Hayley Sings Japanese Songs
- رودخانه رویاها : بهترین از هیلی وستنرا(2008) River Of Dreams : The Very Best Of Hayley Westenra
- هیلی ترانه های ژاپنی میخواند ۲ (2009) 2 Hayley Sings Japanese Songs
- جادوی زمستان(2009) Winter Magic
- بهترین از صدای خالص(2010) The Best Of Pure Voice
- پارادیسو(2011) Paradiso
- هیس!(2013) Hushabye